# LEDA 7551
LEDA 7551(마카리안 1014)는 고래자리 방향으로 약 24억 7,000만 광년 떨어진 세이퍼트 은하이다.

## 폭발적인 항성 생성
대부분의 항성들은 다소 어리며, 폭발적 항성생성의 원인은 현재까지 밝혀지지 않았다.